# Sergei Walentinowitsch Russinow
Sergei Walentinowitsch Russinow bzw. oft auch als Serguei Rousinov transkribiert (russisch Сергей Валентинович Русинов; * 14. Januar 1971 in Nowosibirsk) ist ein früherer russischer Biathlet.
Serguei Rousinov debütierte 1997 in seiner Heimat Nowosibirsk im Biathlon-Weltcup. Nach einem 30. Platz im Einzel gewann er als 25. im Sprint seinen ersten Weltcuppunkt. Ein Jahr später trat er ohne nennenswerte Erfolge bei den 3. Weltmeisterschaften im Sommerbiathlon in Osrblie an. In der Saison 2001/02 und der folgenden Saison gehörte Rousinov zum russischen Weltcupteam. Sein bestes Ergebnis schaffte er 2002 als Vierter in einem Massenstartrennen in Oberhof. Mit der Staffel (mit Wiktor Maigurow, Sergei Tschepikow und Pawel Rostowzew) wurde er in Ruhpolding kurz vor den Olympischen Spielen Dritter. Die Spiele sollten auch Rousinovs einziges Großereignis werden. In Salt Lake City belegte er im Sprint den 33. und in der Verfolgung den 31. Platz. Nach der Saison 2001/02, in der er elf Mal in die Punkteränge lief, belegte er im Gesamtweltcup den 31. Platz. In der Saison danach schaffte er in Ruhpolding mit der Staffel seinen einzigen Weltcupsieg. 2003 beendete er seine Karriere.

## Biathlon-Weltcup-Platzierungen
Die Tabelle zeigt alle Platzierungen (je nach Austragungsjahr einschließlich Olympische Spiele und Weltmeisterschaften).
- 1.–3. Platz: Anzahl der Podiumsplatzierungen
- Top 10: Anzahl der Platzierungen unter den ersten zehn (einschließlich Podium)
- Punkteränge: Anzahl der Platzierungen innerhalb der Punkteränge (einschließlich Podium und Top 10)
- Starts: Anzahl gelaufener Rennen in der jeweiligen Disziplin

| Platzierung | Einzel | Sprint | Verfolgung | Massenstart | Staffel | Gesamt |
| ----------- | ------ | ------ | ---------- | ----------- | ------- | ------ |
| 1. Platz    |        |        |            |             | 1       | 1      |
| 2. Platz    |        |        |            |             |         |        |
| 3. Platz    |        |        |            |             | 1       | 1      |
| Top 10      |        |        |            | 1           | 4       | 5      |
| Punkteränge | 3      | 5      | 4          | 2           | 5       | 19     |
| Starts      | 5      | 15     | 9          | 2           | 5       | 36     |